# Kasseler Kuppe
Die Kasseler Kuppe ist mit 750,2 m ü. NHN die höchste Erhebung des weitläufigen Hochplateaus des Hohen Meißners im Werra-Meißner-Kreis in Hessen.

## Geographie

### Lage
Die bewaldete Kasseler Kuppe liegt im Nordteil des Gebirgsstocks Hoher Meißner im Geo-Naturpark Frau-Holle-Land (Werratal.Meißner.Kaufunger Wald). Das Hochplateau rund um die Kuppe erstreckt sich auf Teile der Gemarkungen der Städte Großalmerode und Hessisch Lichtenau sowie der Gemeinden Berkatal und Meißner. Der höchste Punkt der Kuppe gehört zum Berkataler Ortsteil Frankershausen.

### Naturräumliche Zuordnung
Die Kasseler Kuppe gehört in der naturräumlichen Haupteinheitengruppe Osthessisches Bergland (Nr. 35), in der Haupteinheit Fulda-Werra-Bergland (357) und in der Untereinheit Meißnergebiet (357.8) zum Naturraum Hoher Meißner (357.81; siehe auch Naturräumliche Zuordnung im Artikel Hoher Meißner).

### Höchste Erhebung in Nordosthessen
Die Kasseler Kuppe ist Teil des Meißner-Hochplateaus, das maximal rund 4,2 km lang und etwa 2,2 km breit ist – gemessen von der 700-m-Höhenlinie aufwärts. Sie ist nicht, wie in vielen Publikationen wiedergegeben, die höchste Erhebung Nordhessens, sondern „nur“ der höchste Berg Nordosthessens. Die höchsten Berge Nordhessens befinden sich im Upland.

## Schutzgebiete
Auf der Kasseler Kuppe liegen Teile des Vogelschutzgebiets Meißner (VSG-Nr. 4725-401; 37,2078 km² groß) und auf ihren Flanken solche des Fauna-Flora-Habitat-Gebiets Meißner und Meißner Vorland (FFH-Nr. 4725-306; 20,4282 km²).

## Kasseler Hütte
Etwa 550 m südwestlich vom höchsten Punkt der Kasseler Kuppe steht nahe einer Waldwegkreuzung (748,3 m) die aus Holz mit Ziegeldach errichtete Schutzhütte Kasseler Hütte (⊙) auf rund 750 m Höhe.

## Trigonometrische Punkte
Auf der Kasseler Kuppe befinden sich zwei historisch bedeutsame trigonometrische Punkte, der Kasseler Stein und der Gerlingsstein. Letzterer erhielt seinen Namen nach dem Astronomen und Mathematiker Christian Ludwig Gerling, der von hier aus umfangreiche Messungen durchführte.  

## Aussichtsmöglichkeiten und Wandern
Von der Kasseler Kuppe ist keine Aussicht möglich, denn Wald verdeckt die Sicht. Es gibt aber interessante Aussichtspunkte auf dem Hohen Meißner, zum Beispiel an der 1,5 km weiter südsüdöstlich an der Ostseite des Bergmassivs liegenden Kalbe. Durch die Waldlandschaft von Kuppe und Hochplateau führen zahlreiche Wanderwege.